# Kanton Emblavez-et-Meygal
 Emblavez-et-Meygal is een kanton van het Franse departement Haute-Loire. Het kanton maakt deel uit van het arrondissement Le Puy-en-Velay .

In 2019 telde het 12.742 inwoners.

Het kanton werd gevormd ingevolge het decreet van 17 februari 2014 met uitwerking op 22 maart 2015, met Saint-Julien-Chapteuil als hoofdplaats.

## Gemeenten
Het kanton omvat volgende 14 gemeenten, afkomstig uit de kantons Vorey (5), Saint-Paulien (2), Puy-en-Velay-Nord (1) en Saint-Julien-Chapteuil (6):
- Beaulieu
- Chamalières-sur-Loire
- Lavoûte-sur-Loire
- Malrevers
- Mézères
- Le Pertuis
- Queyrières
- Rosières
- Saint-Étienne-Lardeyrol
- Saint-Hostien
- Saint-Julien-Chapteuil
- Saint-Pierre-Eynac
- Saint-Vincent
- Vorey